# Panyptila sanctihieronymi
Panyptila sanctihieronymi là một loài chim trong họ Apodidae.